# Podocopida
Podocopida – rząd skorupiaków z gromady małżoraczków i podgromady Podocopa.
Przedstawiciele rzędu mają szczelnie zamykane karapaksy o różnych kształtach i rozmiarach. Zwykle lewa jego klapa nachodzi na prawą. Odciski mięśni zwieraczy ułożone w rządki. Mają siedem par przydatków. Dwie pary czułków o znaczeniu lokomotorycznym, służą pływaniu bądź pełzaniu po substracie. Druga para czułków o silnie zredukowanym  egzopodicie. U samców występują duże hemipenes. Brak bocznych grzebieni szczecinek na czwartej parze przydatków, a zwykle też na żuwaczkach. Oczy, jeśli występują, połączone w jeden narząd ulokowany pośrodkowo. Zwykle mają zredukowane furki i rzadko zdarza się, że tył ich ciała jest zaopatrzony w poprzeczne listewki.
Należą tu zarówno skorupiaki morskie jak i słodkowodne.
Rząd dzieli się na 6 podrzędów, w tym jeden wymarły:
- Bairdiocopina
- Cypridocopina
- Cytherocopina
- Darwinulocopina
- †Metacopina
- Sigilliocopina